# TCR Australia Touring Car Series 2021
La morte di Kobe Bryant 
è stata ASSURDA TCR Australia Touring Car Series è la seconda edizione del campionato organizzato dalla Motorsport Australia Championships. È iniziata il 24 gennaio a Symmons Plains e terminerà il 5 dicembre a Bathurst.

## Scuderie e piloti
| Scuderia                     | Vettura                  | #   | Pilota              | Gare  |
| ---------------------------- | ------------------------ | --- | ------------------- | ----- |
| Melbourne Performance Centre | Audi RS3 LMS TCR         | 2   | Luke King           | 1-    |
| Melbourne Performance Centre | Audi RS3 LMS TCR         | 75  | Garth Tander        | 3     |
| MPC Bostik Racing            | Audi RS3 LMS TCR         | 25  | Chaz Mostert        | 1-    |
| Southern Star Truck Services | Volkswagen Golf GTI TCR  | 14  | Lachlan Mineeff     | 2, 4- |
| MPC Astrontech Racing        | Volkswagen Golf GTI TCR  | 37  | Chelsea Angelo      | 2-    |
| Pitcher Partners Racing GRM  | Alfa Romeo Giulietta TCR | 5   | Jordan Cox          | 1-    |
| Valvoline Racing GRM         | Alfa Romeo Giulietta TCR | 7   | Michael Caruso      | 1-    |
| Valvoline Racing GRM         | Peugeot 308 TCR          | 18  | Aaron Cameron       | 1-    |
| Burson Auto Parts Racing     | Peugeot 308 TCR          | 17  | Jason Bargwanna     | 1-    |
| Burson Auto Parts Racing     | Peugeot 308 TCR          | 71  | Ben Bargwanna       | 1-    |
| LowBake Racing GRM           | Renault Mégane R.S. TCR  | 33  | Dylan O’Keeffe      | 1-    |
| LMCT+ Racing GRM             | Renault Mégane R.S. TCR  | 34  | James Moffat        | 1-    |
| Ashley Seward Motorsport     | Alfa Romeo Giulietta TCR | 9   | Jay Hanson          | 1-    |
| Ashley Seward Motorsport     | Alfa Romeo Giulietta TCR | 10  | Lee Holdsworth      | 1-    |
| HMO Customer Racing          | Hyundai i30 N TCR        | 11  | Nathan Morcom       | 1-    |
| HMO Customer Racing          | Hyundai i30 N TCR        | 30  | Josh Buchan         | 1-    |
| HMO Customer Racing          | Hyundai i30 N TCR        | 130 | Duvashen Padayachee | 3-    |
| Michael Clemente Motorsport  | Honda Civic Type R TCR   | 15  | Michael Clemente    | 1-    |
| Honda Wall Racing            | Honda Civic Type R TCR   | 24  | John Martin         | 1-    |
| Mobil 1 Wall Racing          | Honda Civic Type R TCR   | 50  | Tony D’Alberto      | 1-    |
| LM Motorsport                | Audi RS3 LMS TCR         | 97  | Liam McAdam         | 3     |
| Team Soutar Motorsport       | Honda Civic Type R TCR   | 110 | Zac Soutar          | 1-    |
| DashSport                    | Hyundai i30 N TCR        | 111 | Michael King        | 4-    |
| Tilton Racing                | Hyundai i30 N TCR        | 333 | Brad Shields        | 1-    |

## Calendario
| Gara | Gara | Circuito                   | Data       |
| ---- | ---- | -------------------------- | ---------- |
| 1    | G1   | Symmons Plains Raceway     | 25 gennaio |
| 1    | G2   | Symmons Plains Raceway     | 26 gennaio |
| 1    | G3   | Symmons Plains Raceway     | 26 gennaio |
| 2    | G4   | Circuito di Phillip Island | 13 marzo   |
| 2    | G5   | Circuito di Phillip Island | 14 marzo   |
| 2    | G6   | Circuito di Phillip Island | 14 marzo   |
| 3    | G7   | Circuito di Bathurst       | 3 aprile   |
| 3    | G8   | Circuito di Bathurst       | 4 aprile   |
| 3    | G9   | Circuito di Bathurst       | 4 aprile   |
| 4    | G10  | Sydney Motorsport Park     | 1º maggio  |
| 4    | G11  | Sydney Motorsport Park     | 2 maggio   |
| 4    | G12  | Sydney Motorsport Park     | 2 maggio   |
| 5    | G13  | Circuito di Bathurst       | 4 dicembre |
| 5    | G14  | Circuito di Bathurst       | 5 dicembre |
| 5    | G15  | Circuito di Bathurst       | 5 dicembre |

## Risultati e classifiche

### Gare
| Gara | Circuito       | Pole position  | Giro veloce    | Pilota vincitore | Scuderia vincitrice         |
| ---- | -------------- | -------------- | -------------- | ---------------- | --------------------------- |
| 1    | Symmons Plains | Lee Holdsworth | Jordan Cox     | Lee Holdsworth   | Ashley Seward Motorsport    |
| 2    | Symmons Plains |                | Jordan Cox     | Jordan Cox       | Pitcher Partners Racing GRM |
| 3    | Symmons Plains |                | Lee Holdsworth | Jordan Cox       | Pitcher Partners Racing GRM |
| 4    | Phillip Island | Chaz Mostert   | Chaz Mostert   | Chaz Mostert     | MPC Bostik Racing           |
| 5    | Phillip Island |                | Chaz Mostert   | Chaz Mostert     | MPC Bostik Racing           |
| 6    | Phillip Island |                | Luke King      | Jason Bargwanna  | Burson Auto Parts Racing    |
| 7    | Bathurst       | Chaz Mostert   | Chaz Mostert   | Chaz Mostert     | MPC Bostik Racing           |
| 8    | Bathurst       |                | Chaz Mostert   | Chaz Mostert     | MPC Bostik Racing           |
| 9    | Bathurst       |                | Chaz Mostert   | Chaz Mostert     | MPC Bostik Racing           |
| 10   | Sydney         | Dylan O'Keeffe | Josh Buchan    | Josh Buchan      | HMO Customer Racing         |
| 11   | Sydney         |                | Josh Buchan    | Josh Buchan      | HMO Customer Racing         |
| 12   | Sydney         |                | Lee Holdsworth | Michael Caruso   | Valvoline Racing GRM        |
| 13   | Bathurst       |                |                |                  |                             |
| 14   | Bathurst       |                |                |                  |                             |
| 15   | Bathurst       |                |                |                  |                             |